# Saison 2016 de l'équipe cycliste Color Code-Arden'Beef
La saison 2016 de l'équipe cycliste Color Code-Arden'Beef est la cinquième de cette équipe.

## Préparation de la saison 2016

### Arrivées et départs
| Arrivées         | Équipe 2015                         |
| ---------------- | ----------------------------------- |
| Wallace Bero     | Verandas Willems-Crabbé-CC Chevigny |
| Gordon De Winter | Verandas Willems-Crabbé-CC Chevigny |
| Johan Hemroulle  | BMC Development                     |
| Julien Mortier   | Sprint 2000 Charleroi               |
| Marvin Tasset    | Verandas Willems-Crabbé-CC Chevigny |

| Départs             | Équipe 2016                         |
| ------------------- | ----------------------------------- |
| Florent Delfosse    | Wallonie Bruxelles-Group Protect    |
| Jimmy Duquennoy     | Wallonie Bruxelles-Group Protect    |
| Tom Galle           | Verandas Willems-Crabbé-CC Chevigny |
| Loïc Hennaux        |                                     |
| Anthony Vandrepotte | retraite                            |

## Coureurs et encadrement technique

### Effectif
| Cycliste          | Date de naissance | Nationalité | Équipe 2015                         |  |
| ----------------- | ----------------- | ----------- | ----------------------------------- |  |
| Charlie Arimont   | 3 juin 1996       | Belgique    | Color Code-Aquality Protect         |  |
| Wallace Bero      | 21 février 1994   | Belgique    | Verandas Willems-Crabbé-CC Chevigny |  |
| Gordon De Winter  | 6 juin 1997       | Belgique    | Verandas Willems-Crabbé-CC Chevigny |  |
| Hugo De Winter    | 30 décembre 1996  | Belgique    | Color Code-Aquality Protect         |  |
| Johan Hemroulle   | 5 août 1995       | Belgique    | BMC Development                     |  |
| Julien Kaise      | 12 janvier 1995   | Belgique    | Color Code-Aquality Protect         |  |
| Antoine Loy       | 22 septembre 1996 | Belgique    | Color Code-Aquality Protect         |  |
| Rémy Mertz        | 17 juillet 1995   | Belgique    | Color Code-Aquality Protect         |  |
| Julien Mortier    | 20 juillet 1997   | Belgique    | Sprint 2000 Charleroi               |  |
| Martin Palm       | 14 juin 1996      | Belgique    | Color Code-Aquality Protect         |  |
| Maximilien Picoux | 12 novembre 1995  | Belgique    | Color Code-Aquality Protect         |  |
| Ludovic Robeet    | 22 mai 1994       | Belgique    | Color Code-Aquality Protect         |  |
| Franklin Six      | 29 décembre 1996  | Belgique    | Color Code-Aquality Protect         |  |
| Lionel Taminiaux  | 21 mai 1996       | Belgique    | Color Code-Aquality Protect         |  |
| Marvin Tasset     | 16 octobre 1997   | Belgique    | Verandas Willems-Crabbé-CC Chevigny |  |

Portraits
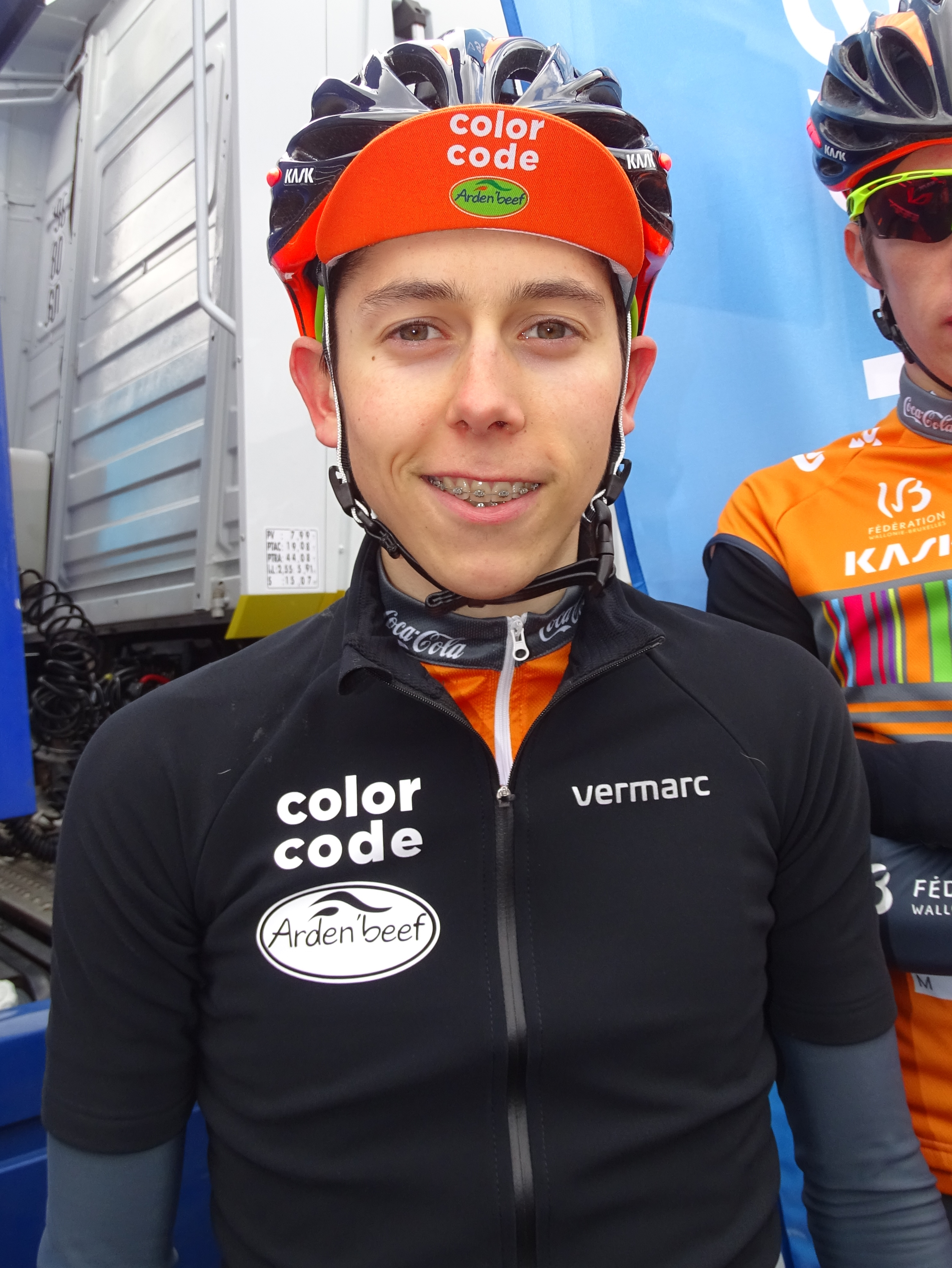
Gordon De Winter.
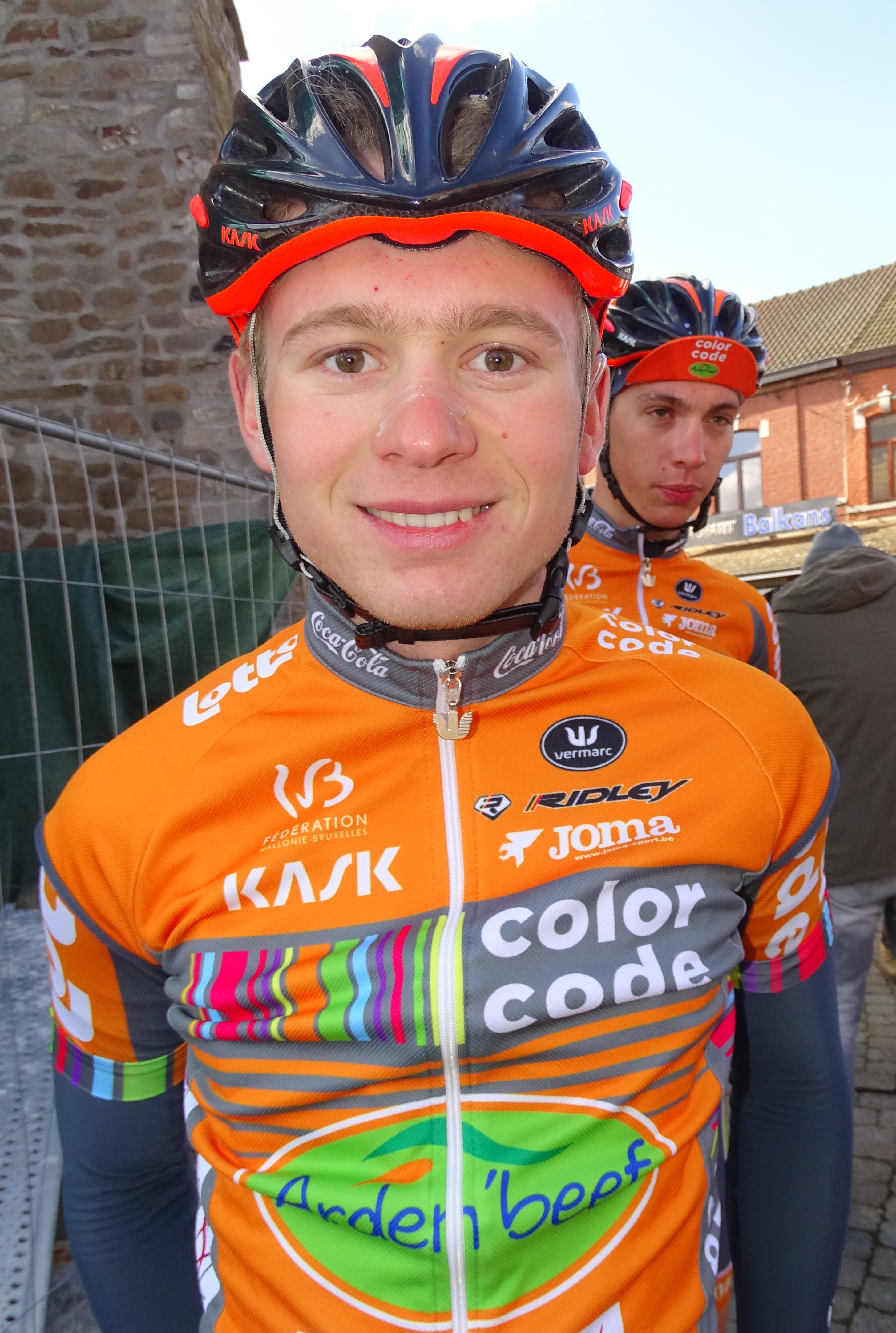
Johan Hemroulle.
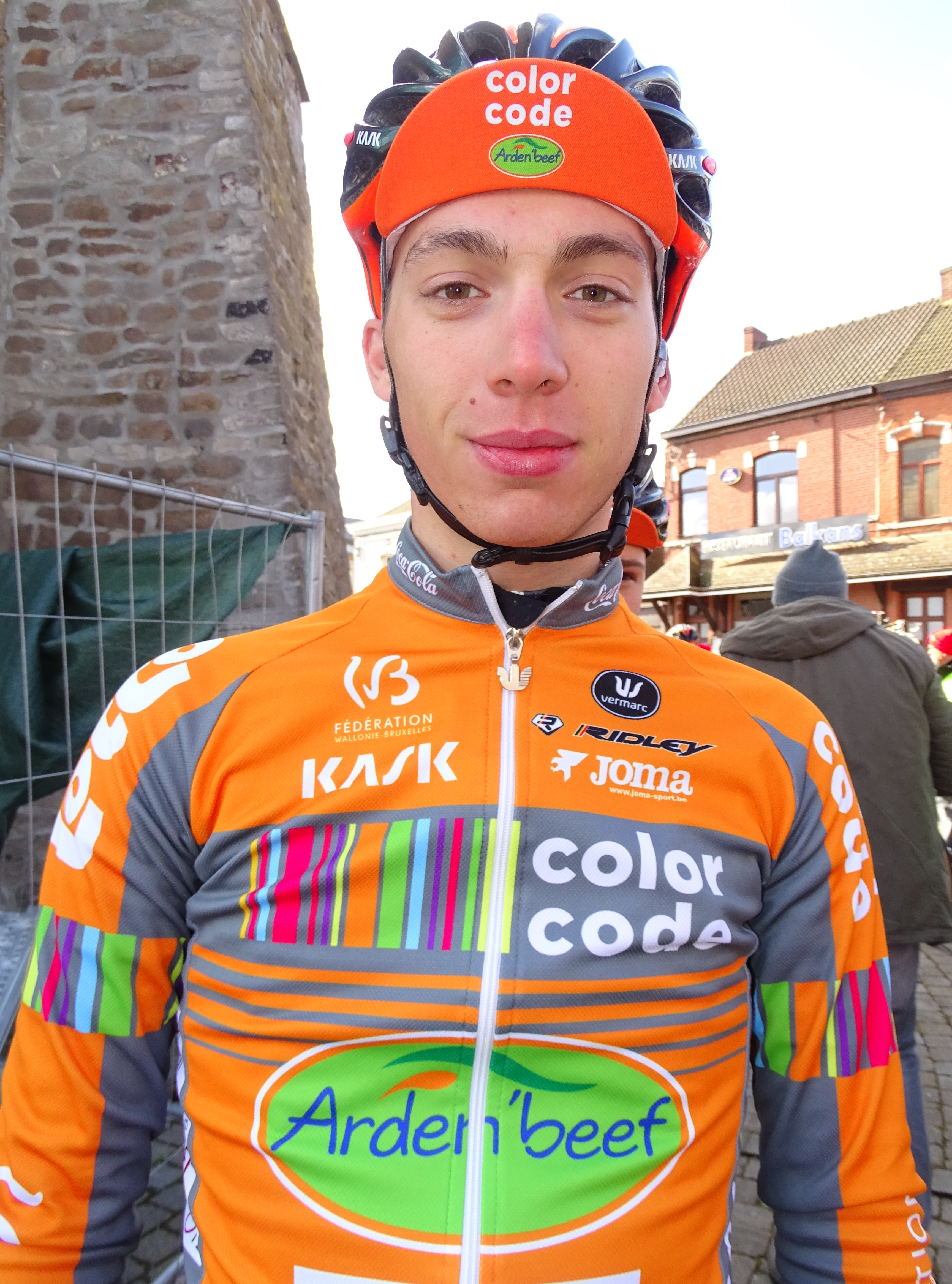
Antoine Loy.
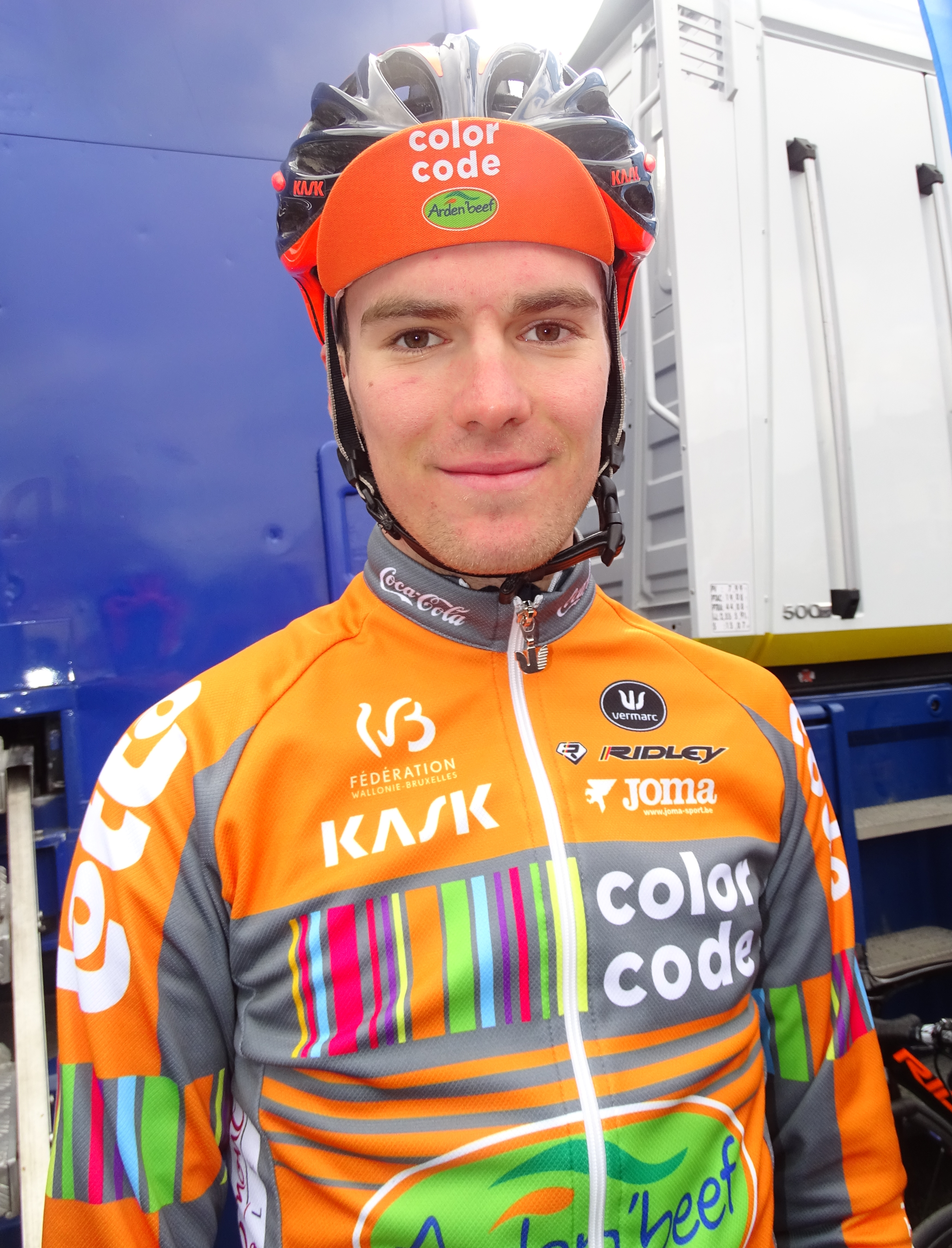
Julien Mortier.
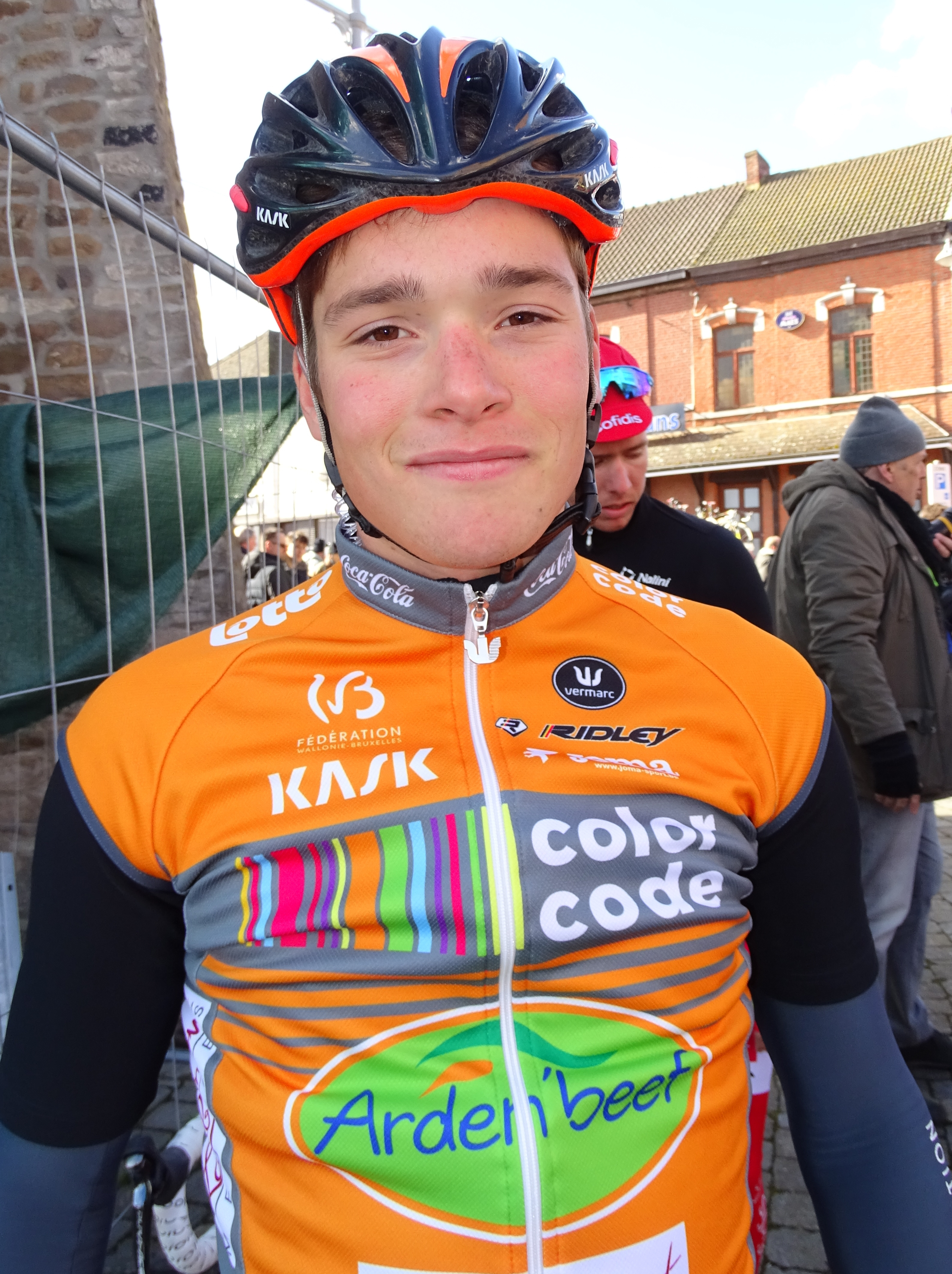
Rémy Mertz.
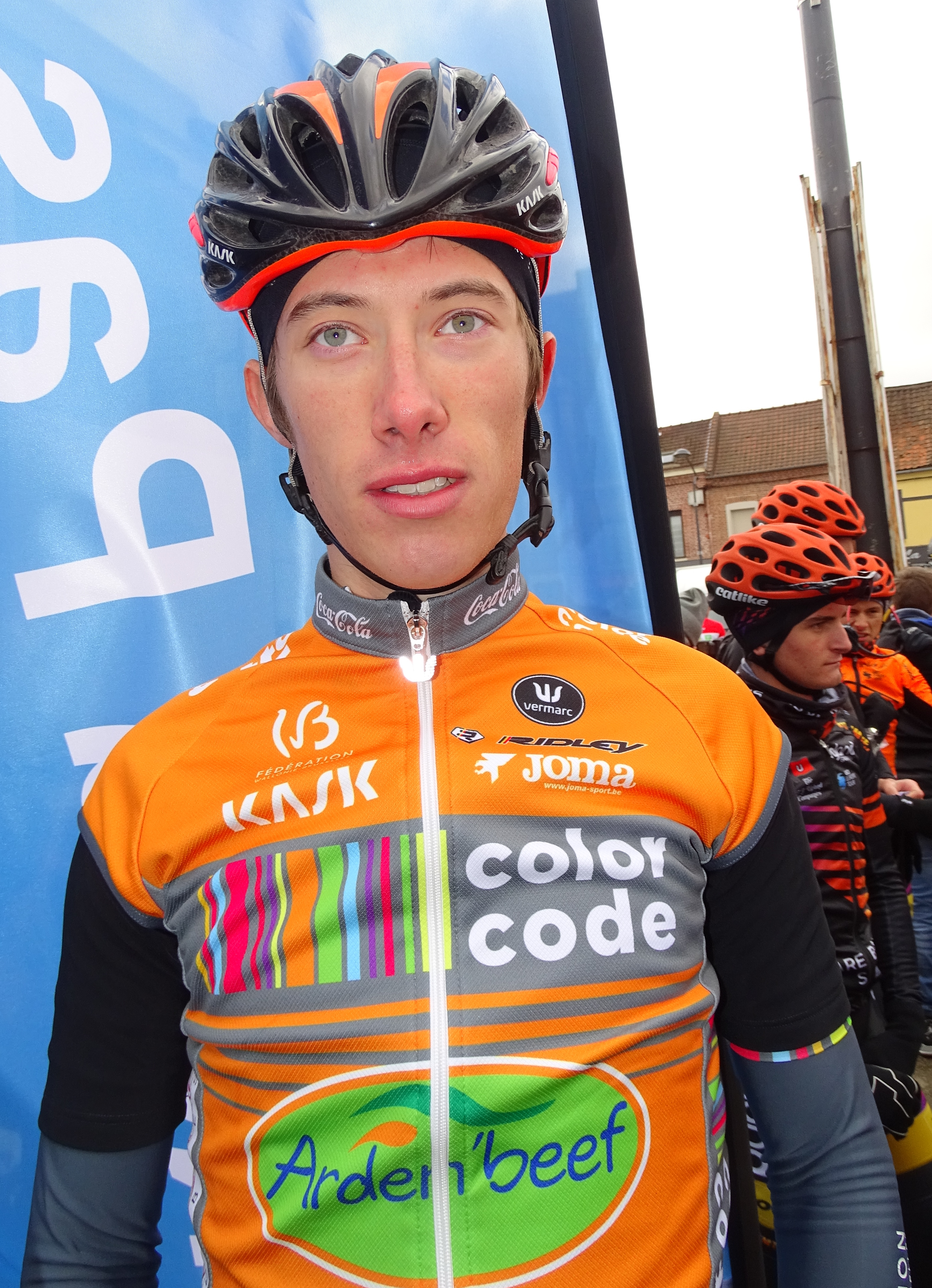
Martin Palm.
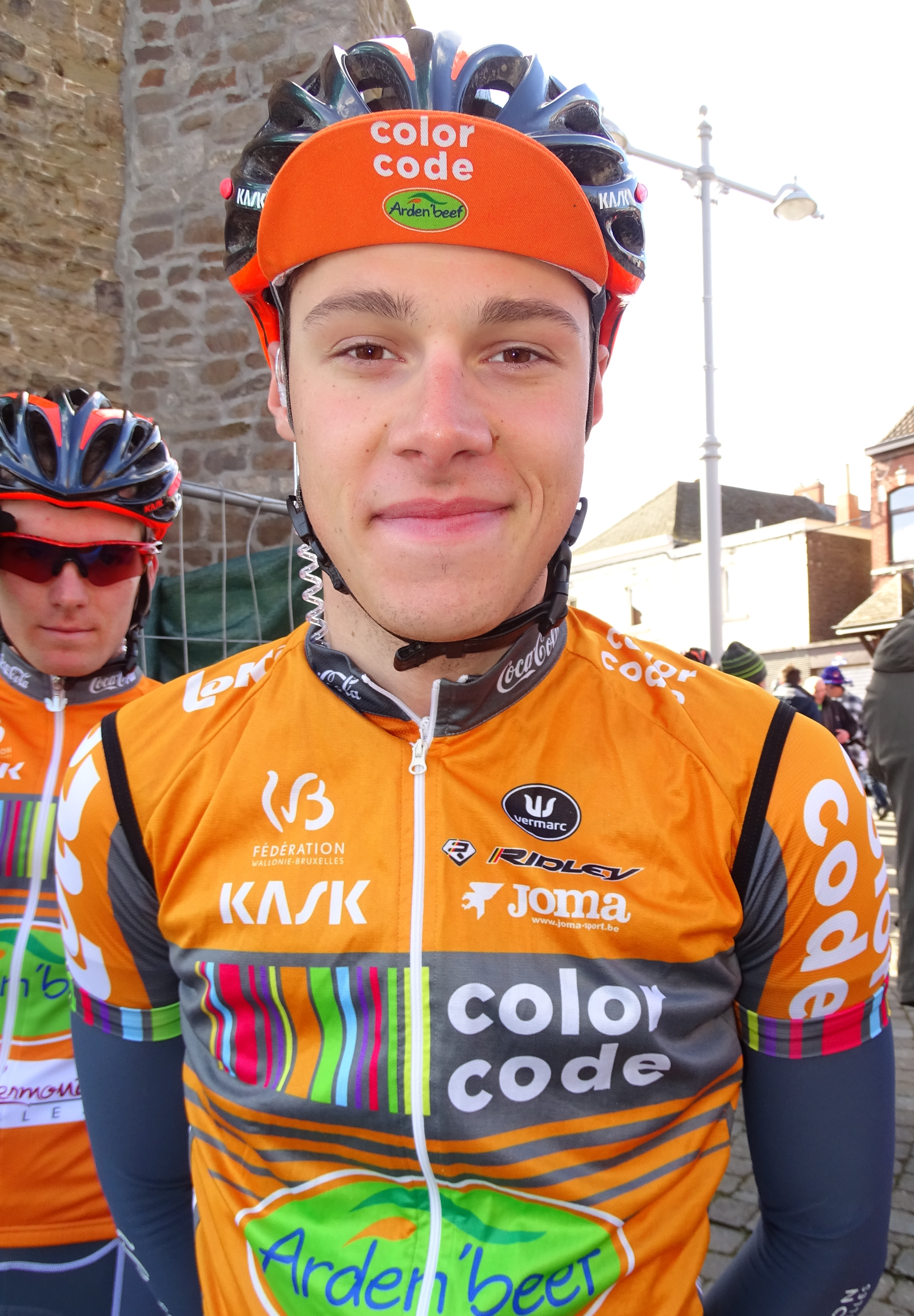
Maximilien Picoux.
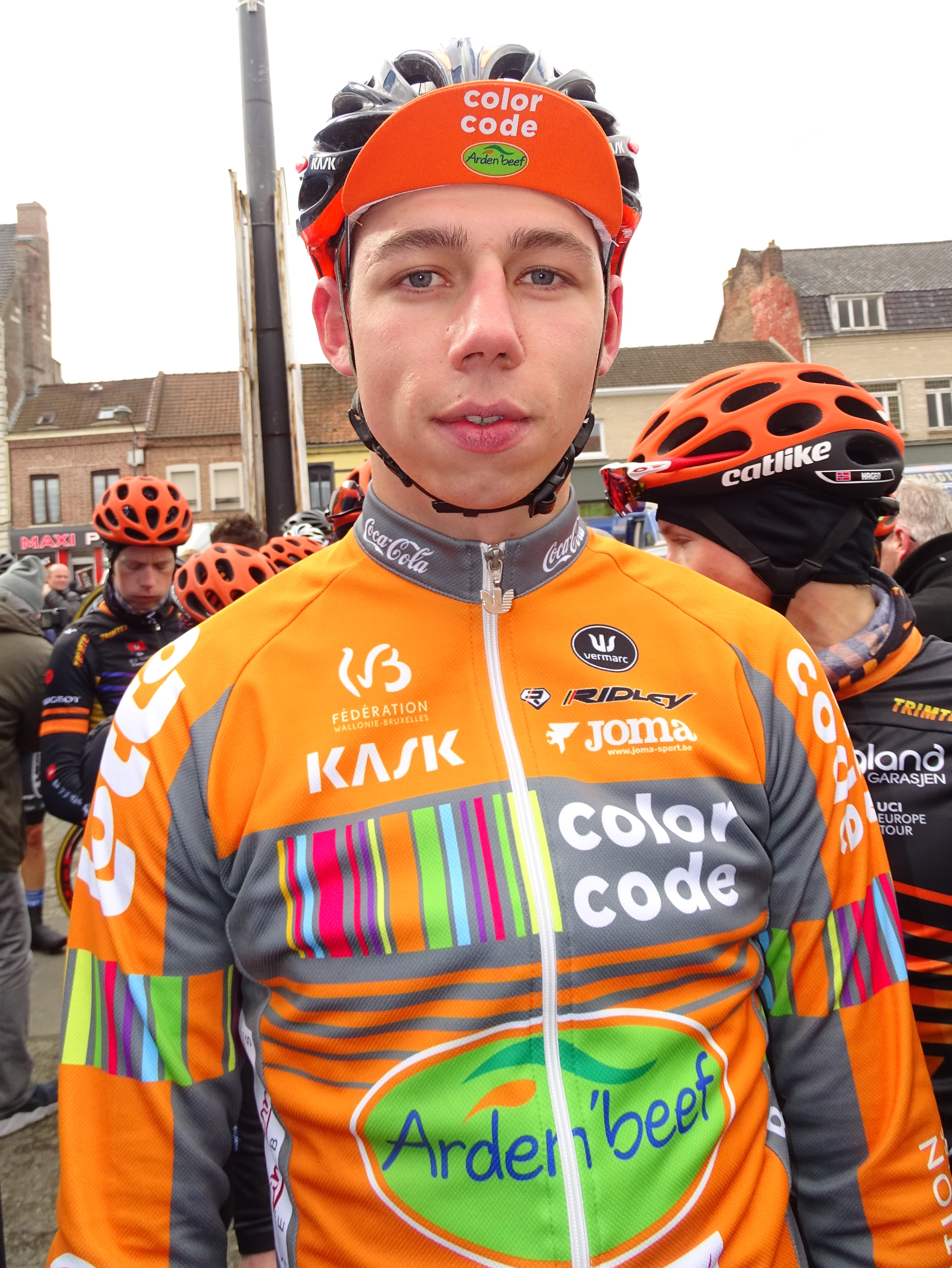
Ludovic Robeet.
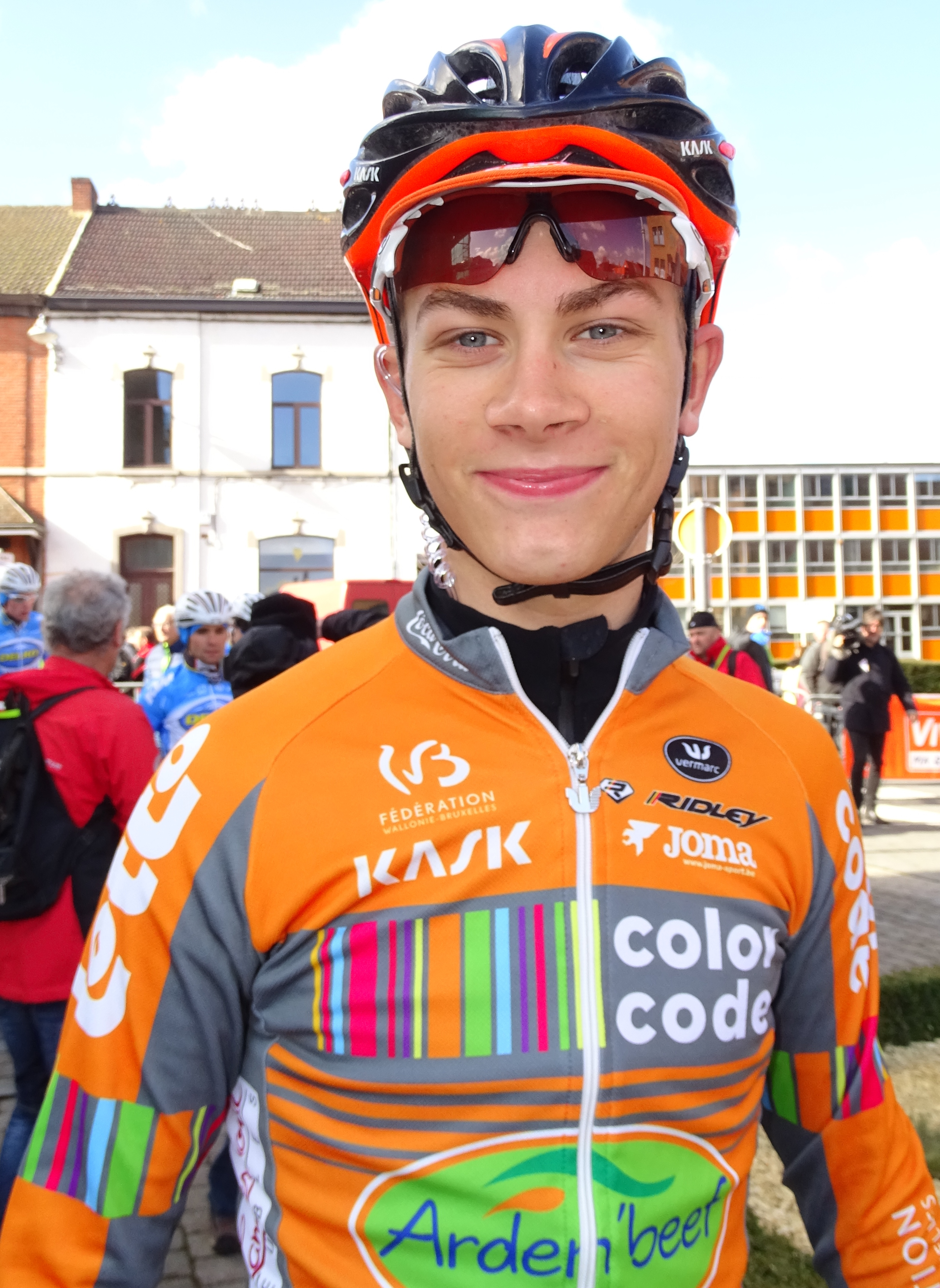
Franklin Six.
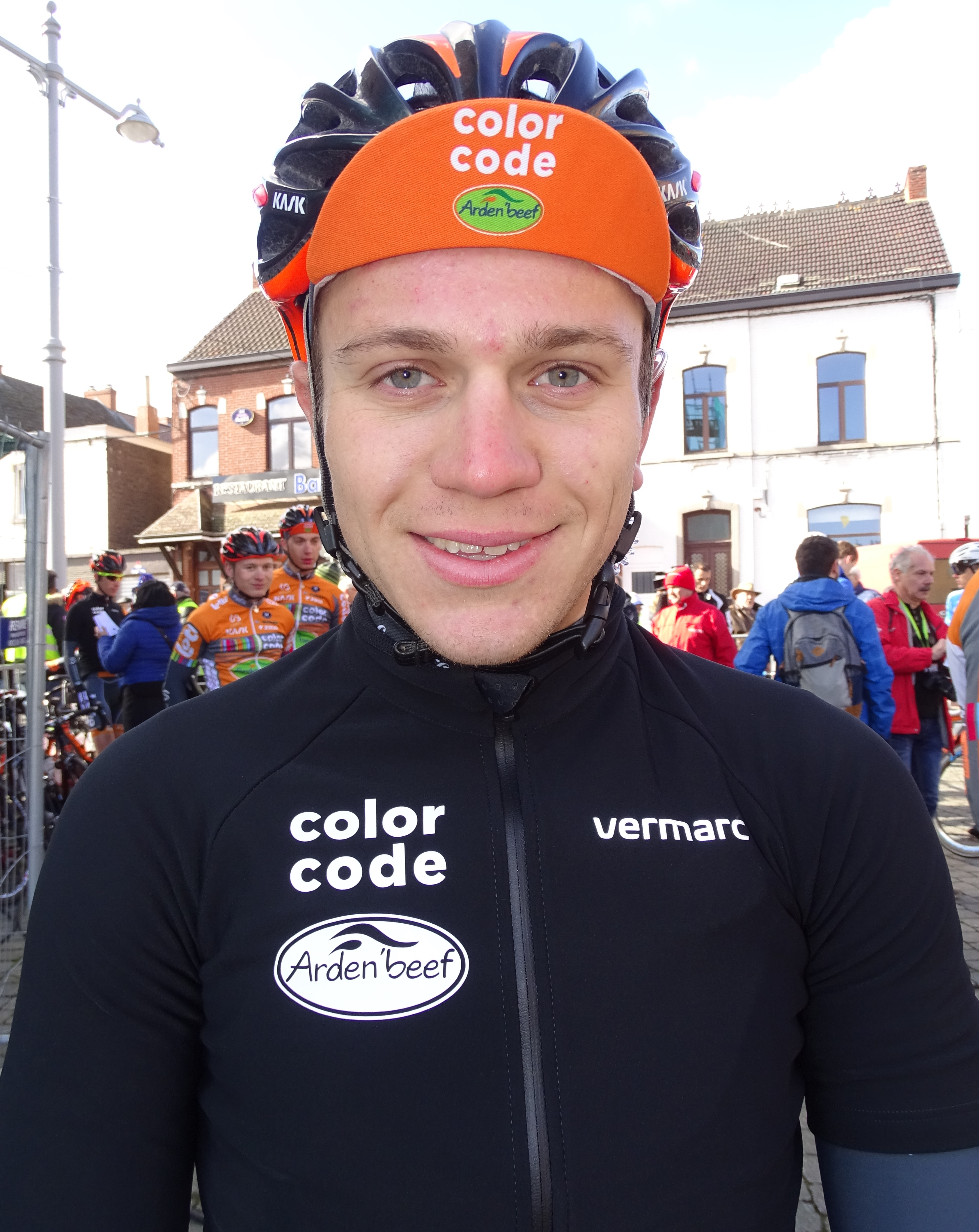
Lionel Taminiaux.
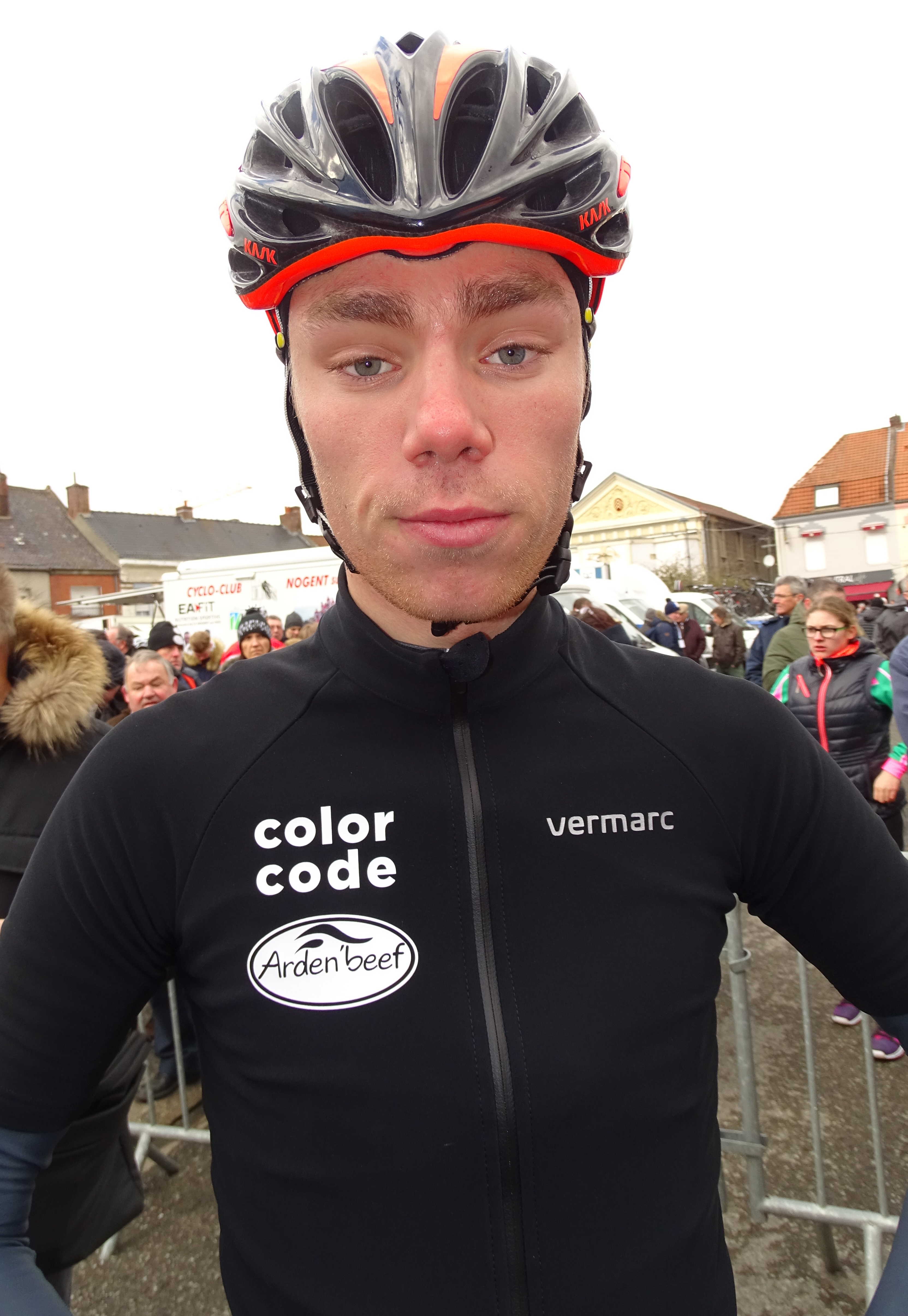
Marvin Tasset.

## Bilan de la saison

### Victoires
| Date | Course | Pays | Classe | Vainqueur |
| ---- | ------ | ---- | ------ | --------- |